# Велико народно събрание
Великото народно събрание (ВНС) е специализирана законодателна институция в България. То има разширен състав – 400 депутати – в сравнение с Обикновеното народно събрание и има изключителни права да решава определен кръг въпроси.

## История
Според Търновската конституция от 1879 г. само ВНС има право да променя конституцията на страната, да решава въпроси, свързани с промяна в територията, и да избира българския монарх. Приетата през 1947 г. Димитровска конституция не предвижда свикването на ВНС, макар че функциониращото по това време VI ВНС продължава да работи до 1949 г. Малко след падането на комунистическия режим в България, в началото на 1990 г. отново е въведена институцията на ВНС с промяна на Живковската конституция от 1971 г. В новата Конституция приетата през 1991 г. ВНС има изключителното право да извършва определен кръг конституционни промени, макар че други промени могат да бъдат правени и от Обикновено народно събрание.

## Велики народни събрания

### I велико народно събрание
I ВНС заседава в Търново от 17 април до 26 юни 1879 г. с председател екзарх Антим I. Избира германския принц Александър Батенберг за пръв български княз.

### II велико народно събрание
II ВНС заседава в Свищов на 1 юли 1881 г. с председател Тодор Икономов. Суспендира Търновската конституция и въвежда Режима на пълномощията, като гласува исканите от княз Александър Батенберг извънредни права да управлява страната 7 години с помощта на Държавен съвет.

### III велико народно събрание
III ВНС заседава в Търново от 19 октомври 1886 г. до 3 август 1887 г. с председател Георги Живков, по-късно заместен от Димитър Тончев. Избира за княз принц Валдемар Датски, а след отказа му да заеме престола избира германския принц Фердинанд Сакс-Кобург-Гота за княз.

### IV велико народно събрание
IV ВНС заседава в Търново от 3 до 17 май 1893 г. с председател Димитър Петков. Приема закон за изменение на 13 члена от Търновската конституция – създават се две нови министерства, князът получава правото да награждава с ордени, променят се ограниченията на вероизповеданието на монарха и престолонаследника и други.

### V велико народно събрание
V ВНС заседава в Търново от 9 юни до 9 юли 1911 г. с председател Стоян Данев. Приема изменение на Търновската конституция – титлата княз се заменя с цар, разширяват се външнополитическите правомощия на монарха и други.

### VI велико народно събрание
VI ВНС заседава в София от 7 ноември 1946 г. до 21 октомври 1949 г. с председател Васил Коларов. Изработва и приема през 1947 г. Конституция на Народна република България и други важни закони.

### VII велико народно събрание
VII ВНС се открива във Велико Търново, но заседава в София от 10 юли 1990 г. до 2 октомври 1991 г. с председател акад. Николай Тодоров. На 12 юли 1991 приема Конституцията на Република България и продължава да изпълнява функциите на Обикновено народно събрание до избирането на ново такова.